# Rudaczek panamski
Rudaczek panamski (Selasphorus ardens) – gatunek małego ptaka z rodziny kolibrowatych (Trochilidae), podrodziny kolibrów (Trochilinae). Występuje endemicznie w zachodnio-centralnej Panamie. Zagrożony wyginięciem. Monotypowy.

## Taksonomia
Po raz pierwszy gatunek opisał Osbert Salvin w 1870. Przydzielił mu nazwę Selasphorus ardens. Jest ona obecnie (2020) akceptowana przez Międzynarodowy Komitet Ornitologiczny, który uznaje rudaczka panamskiego za gatunek monotypowy. Najbliżej spokrewniony jest prawdopodobnie rudaczek malutki (S. scintilla).

## Morfologia
Długość ciała rudaczka panamskiego to około 7 cm. Daniel Giraud Elliot podał następujące wymiary (oryginalnie w calach): długość skrzydła 38 mm (1,5 cala), ogona 32 mm (1,25 cala), dzioba 9,5 mm (0,375 cala). Krótki dziób rudaczka panamskiego jest prosty, ma barwę czarną. Według Elliota samiec posiada ciemny, brązowozielony wierzch ciała, a kantarek i pokrywy uszne ma rdzawe, z czego te drugie przemieszane z czarnym. Gardło połyskujące, o barwie pomiędzy czerwoną a ametystową (oryg. amethystine-red). Pierś, środek brzucha i pokrywy podogonowe przybierają barwę białą. Boki ciemnozielone. Sterówki fioletowoczarne. W środkowej parze obie chorągiewki, a w pozostałych parach jedynie zewnętrzne chorągiewki, posiadają rude obrzeżenia. Skrzydła fioletowobrązowe. U samicy wierzch ciała brązowozielony, pióra po bokach niższej części grzbietu i na kuprze mają rdzawe krawędzie. Na białym gardle są widoczne brązowe kropki. Pierś biała, reszta spodu ciała płowa. Środkowe sterówki brązowozielone, zewnętrzne płowe z czarnym paskiem przebiegającym przez środek każdej z nich. Dziób czarny, podobnie jak u samca.

## Zasięg występowania
Rudaczek panamski występuje na obszarze 1,5 tys. km² w zachodnio-centralnej Panamie, gdzie zasiedla pasmo Serranía de Tabasará (wschodnia prowincja Chiriquí i Veraguas). Być może występuje także na wyżynach półwyspu Azuero. Słabo poznany i prawdopodobnie nieliczny ptak.

## Ekologia
O głosie, pożywieniu i rozrodzie brak informacji (2015). Gatunek stwierdzany był pomiędzy 750 a 1800 m n.p.m. na polanach i skrajach lasów. Na wymienionych obszarach przebywa w zakrzewieniach.

## Status zagrożenia
IUCN uznaje gatunek za zagrożony wyginięciem (EN, Endangered) od 2013. Wcześniej, w latach 1994–2012 ptak otrzymywał rangę narażonego (VU, Vulnerable). Liczebność populacji szacuje się na 2000 – 12 000 dorosłych osobników, a jej trend oceniany jest jako spadkowy. Zagrożeniem dla gatunku jest wycinka lasów. Mimo że może żyć w lesie wtórnym lub już niszczonym przez człowieka, nie jest w stanie przetrwać na obszarze całkowicie wylesionym na rzecz pastwiska. Cały obszar Serranía de Tabasará zagrożony jest wyrębem pod plantacje kawy, pastwiska dla bydła, nadużywaniem pestycydów i pożarami. Gatunek zasiedla dwa obszary uznane za ostoje ptaków IBA – Cerro Santiago i Park Narodowy Santa Fé, utworzony w 2001.